# Sorin Dumitrescu
Sorin Dumitrescu (* 1982 in Timișoara, Rumänien) ist ein IFBB-Bodybuilder.

## Leben
Sorin Dumitrescu ist gelernter Installateur und Heizungs- und Klimatechnikers. Er bestritt mit 20 Jahren seinen ersten IFBB-Wettkampf und wurde rumänischer Landesmeister im Superschwergewicht. 2011 startete er beim „Romania Grand Prix“ und wurde mit einem Startgewicht von 152 kg Gesamtsieger.
Außerhalb der Wettkampfsaison wog Dumitrescu zwischen 160 und 165 kg und war somit der schwerste Amateurathlet Europas.
Zwischen 2009 und 2012 trainierte er gemeinsam mit dem österreichischen Amateurathleten Matthias Sekyra im Top-Gym Wien, welcher ihm auch dazu verhalf im Profi BB Fuß zu fassen. Bis 2008 war Sekyra unter anderem auch Boxer im Superschwergewicht und erzielte neben zahlreichen Siegen auch den Einzug ins EM Profilager, wo er allerdings auf Grund seiner zahlreichen Verletzungen die Karriere beenden musste. Sein Kampfstil galt als sehr offensiv und das für sein Alter sehr hohe Kampfgewicht bei niedrigem Fettgehalt sorgte bei den Gegnern für massiven Respekt, seine dadurch  mangelnde Ausdauer konnte er mit seiner starken und riskanten Schlagkraft sehr gut kompensieren.
Im Frühjahr 2014 beendete Dumitrescu aus gesundheitlichen Gründen den Wettkampfsport. Auch sein langjähriger Trainingspartner Sekyra beendete im Frühjahr 2018 mit einem Gewicht von über 140 kg aus gesundheitlichen Gründen den Sport und zog sich noch im selben Jahr gänzlich aus dem Bodybuilding zurück.

## Körpermaße 2010
- Körpergröße: 1,78 m
- Gewicht: 164 kg
- Brustumfang: 159 cm
- Oberarmumfang: 62 cm
- Körperfettanteil: 9,7 %

## Wettkämpfe
- 2002 IFBB Romania Grand Prix – 1. Platz + Gesamtsieg
- 2006 IFBB Romania Grand Prix – 2. Platz
- 2011 IFBB Romania Grand Prix – 1. Platz + Gesamtsieg